# Agustín de Vera Moreno
Agustín José de Vera Moreno (Granada, 7 de septiembre de 1697 – 29 de febrero de 1760) fue un escultor español destacado en la transición del Barroco al Rococó en la Escuela Granadina.

## Biografía
Agustín de Vera Moreno nació en Granada, hijo de Pedro de Vera Moreno, procurador de la Real Chancillería y de Bernarda María Fernández Moreno y Calahorra, y naturales de Villacarrillo y Beas de Segura respectivamente. Inicialmente orientado hacia la vida religiosa, recibió órdenes menores en 1711, a los 15 años. Sin embargo, su contacto con el taller del escultor Diego de Mora despertó en él una vocación artística que lo llevó a abandonar su carrera eclesiástica para formarse como escultor a partir de 1714.
En 1724 contrajo matrimonio con Paula López Verdugo, con quien tuvo ocho hijos. Tras la muerte de su maestro en 1729, Vera Moreno se independizó y se especializó en la escultura en piedra, aunque continuó trabajando en madera. Falleció el 29 de febrero de 1760 y fue enterrado en la Iglesia de San Miguel Bajo en Granada.

## Obra
La producción artística de Vera Moreno abarcó tanto la imaginería religiosa en madera como la escultura en piedra.
Entre sus primeras obras se encuentra el grupo de «Nuestra Señora de las Angustias», realizado junto a Diego de Mora para las carmelitas calzadas. En 1718 recibió el encargo de un «San José con el Niño» para el retablo mayor del convento de las carmelitas calzadas, una obra que refleja la influencia de su maestro y un estilo ornamental característico del siglo XVIII.
Su inclinación por la escultura en piedra se manifestó en trabajos como los relieves de «San Francisco Javier bautizando a los indios» y «San Francisco de Borja recibiendo a San Estanislao de Kostka» para la portada de la iglesia de los jesuitas en Granada, realizados alrededor de 1739. También participó en la decoración de la Basílica de San Juan de Dios con relieves como «El martirio de santa Bárbara» y «La imposición de la casulla a san Ildefonso».
Entre 1741 y 1742 contribuyó al trascoro de la Catedral de Granada con esculturas de san Cecilio, san Gregorio Bético, san Pedro Pascual y santo Tomás de Villanueva. Posteriormente, realizó el ciclo del retablo de la iglesia parroquial de Otura en 1743, incluyendo la efigie de «Nuestra Señora de la Aurora». En la basílica de San Juan de Dios, talló una serie de apóstoles para la cúpula y una «Inmaculada Concepción» para el camarín, considerada una de sus obras más significativas.
Otras obras:
- Años 20 del siglo XVIII: «Nuestra Señora del Rosario» (Cájar).
- Años 20 del siglo XVIII: «Nuestra Señora del Rosario» (La Calahorra).
- 1735: «Santísimo Cristo de la Expiración» (Priego de Córdoba).
- Años 40 del siglo XVIII: «Nuestra Señora de las Angustias» (Albuñuelas).
- 1744-1749: San Pedro, San Ibón y San Juan Nepomuceno, tallas en piedra para las hornacinas de la portada del Sagrario de Granada.
- Ca. 1750: Grupo de la «Virgen de las Angustias» para los franciscanos de Albuñuelas.
- Ca. 1750: Esculturas en mármol blanco de los cuatro evangelistas para la iglesia del Sagrario de Granada.
- 1752: «San Felipe Neri» para el oratorio del titular (hoy iglesia de los Redentoristas).

A pesar de las críticas de algunos contemporáneos que consideraban su obra como producciones de taller de menor calidad, Vera Moreno dejó una huella notable en la escultura granadina del siglo XVIII, especialmente en la escultura en piedra, donde su estilo se caracterizó por formas geométricas simples y una tendencia ornamental que reflejaba los gustos de la época.